# 村上雄太
村上 雄太（むらかみ ゆうた、1990年11月2日 - ）は俳優。静岡県出身。放映新社所属。

## 人物
趣味は野球・チェロ・ゲーム・ビデオ・映画鑑賞・犬の散歩。

## 主な出演作品

### テレビドラマ
- TBS 2000年SP「百年の物語」（2000年）：酒井 役
- NHK 連続テレビ小説「ちゅらさん」（2001年）：古波蔵恵達（少年時代） 役
- NHK「光の帝国」（2001年）：春田光紀 役
- テレビ朝日「科捜研の女」（2001年）：小向真也 役
- NHK「利家とまつ〜加賀百万石物語〜」（2002年）：前田慶次郎役
- TBS「ママの遺伝子」（2002年）：三谷博貴 役
- TBS「明智小五郎対怪人二十面相」（2002年）：篠崎始 役
- BS-i「ケータイ刑事 銭形愛」（2003年）：多摩川ドイル 役
- TBS「3年B組金八先生」：長坂和晃 役
  - 第7シリーズ（2004年10月15日 - 2005年3月25日）
  - スペシャル11「未来へつなげ 3B友情のタスキ〜たった一人の卒業式…3Bの絆は再び迫る薬物依存の魔の手から仲間を救い出せるのか!?」（2005年12月30日）
  - 3年B組金八先生ファイナル〜「最後の贈る言葉」（2011年3月27日）
- テレビ朝日「菊次郎とさき」第2シリーズ（2005年）：北野大 役
- テレビ朝日「侍戦隊シンケンジャー」（2009年）：東勘助 役
- TBS「華和家の四姉妹」（2011年）：学生 役
- NHK BSプレミアム「怪奇大作戦 ミステリー・ファイル」（2013年）
- テレビ朝日「烈車戦隊トッキュウジャー」（2014年）：中野 役
- テレビ朝日「仮面ライダードライブ」（2014年）：富士宮肇 役

### 映画
- HINOKIO（2005年）：細野丈一 役
- 着信アリ Final（2006年）：赤池徹 役

### CM
- 森永製菓「おっとっと」
- 東洋水産「昔ながらの中華そば」
- 任天堂「ポケットモンスター」
- 日立マクセル